# El'ad
El'ad (tiếng Hebrew: אלעד, tiếng Ả Rập: أيلعاد) là một thành phố Israel. Thành phố thuộc quận Trung. Thành phố có diện tích 2,756 km2, dân số năm 2018 là 47.866 người.